# Holocryptis phasianura
Holocryptis phasianura là một loài bướm đêm trong họ Noctuidae.